# Kennedybrücke (Bonn)

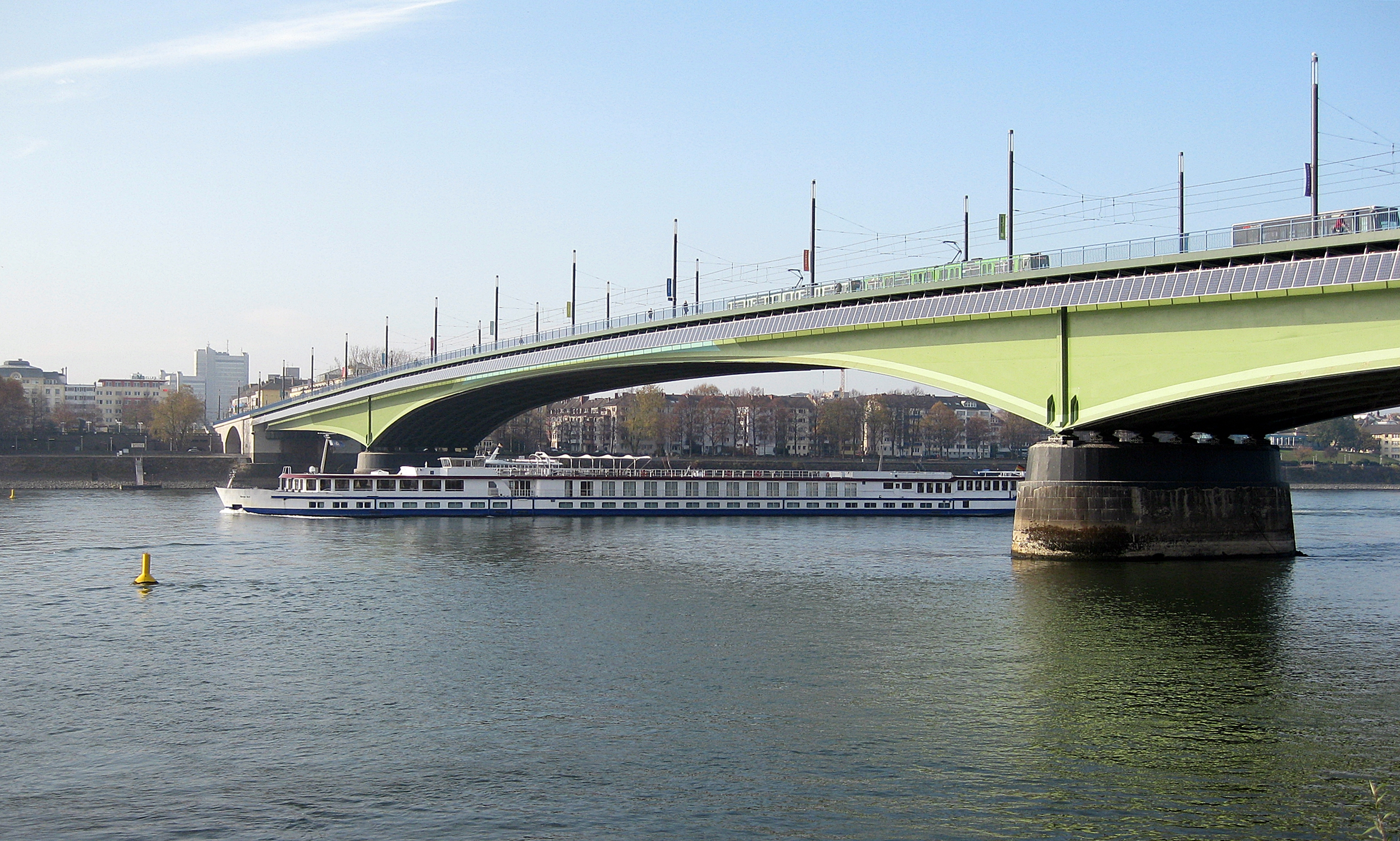
De Kennedybrücke in 2011

De Kennedybrücke (Kennedybrug) is de middelste verkeersbrug van de stad Bonn over de Rijn die de binnenstad van Bonn en stadsdistrict Beuel met elkaar verbindt. Over de 394 meter lange en 16 meter brede brug loopt de B56. Op de brug bevinden zich een vierstrooksweg, twee trambanen en aan beide zijden fiets- en voetpaden.
Tussen 2007 en 2010 werd de brug gerestaureerd en omgebouwd. Het project, waarbij de brug ook verbreed werd, kostte 40 miljoen euro. 

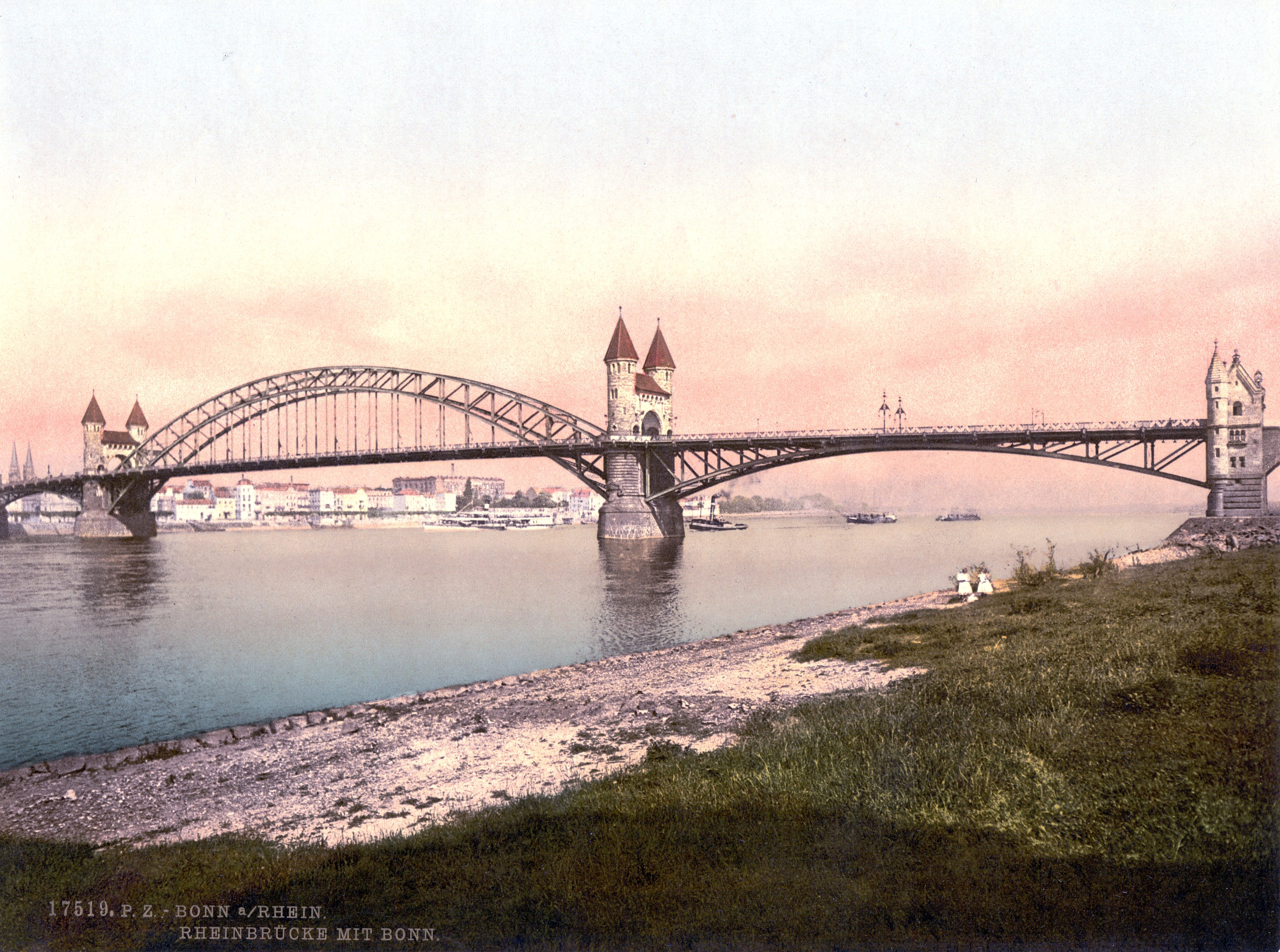
De oude brug omstreeks 1900

De Kennedybrücke (die zijn naam kreeg in 1963) werd in 1948 gebouwd op de pijlers van een oudere brug die er stond van 1895 tot 1945.